# Лос-Анджелес (округ)

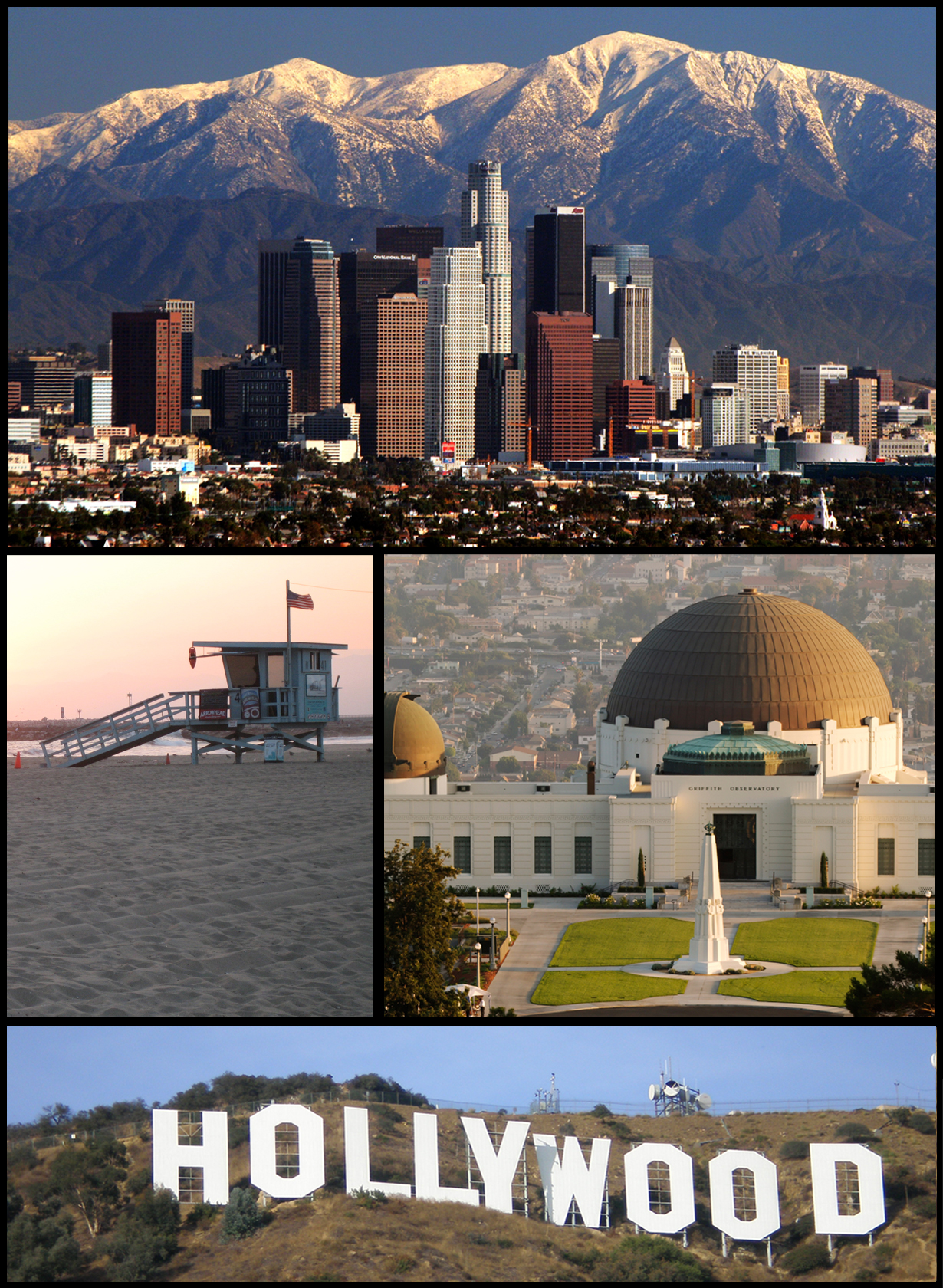
Виды Лос-Анджелеса

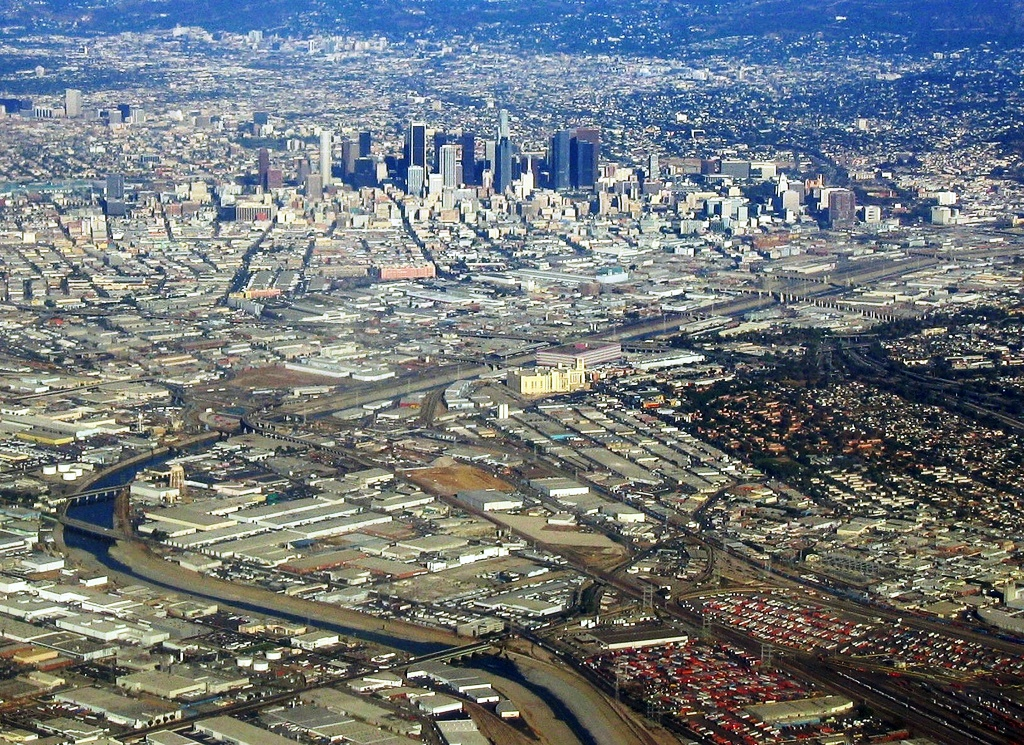
Река Лос-Анджелес. Вид из Лос-Анджелеса

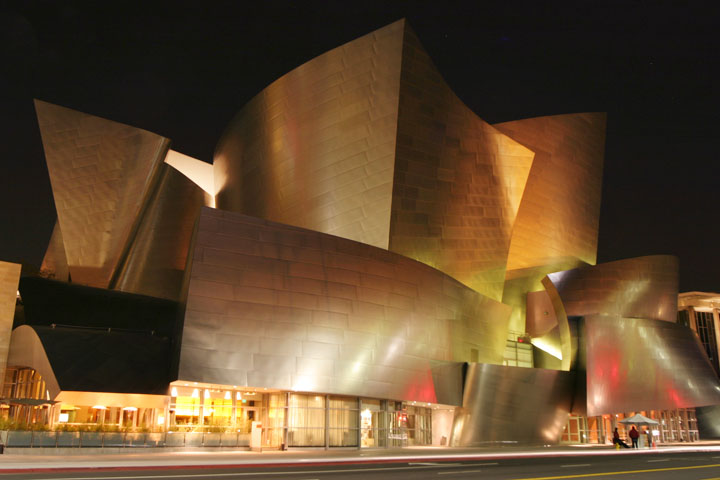
Концертный зал Уолта Диснея

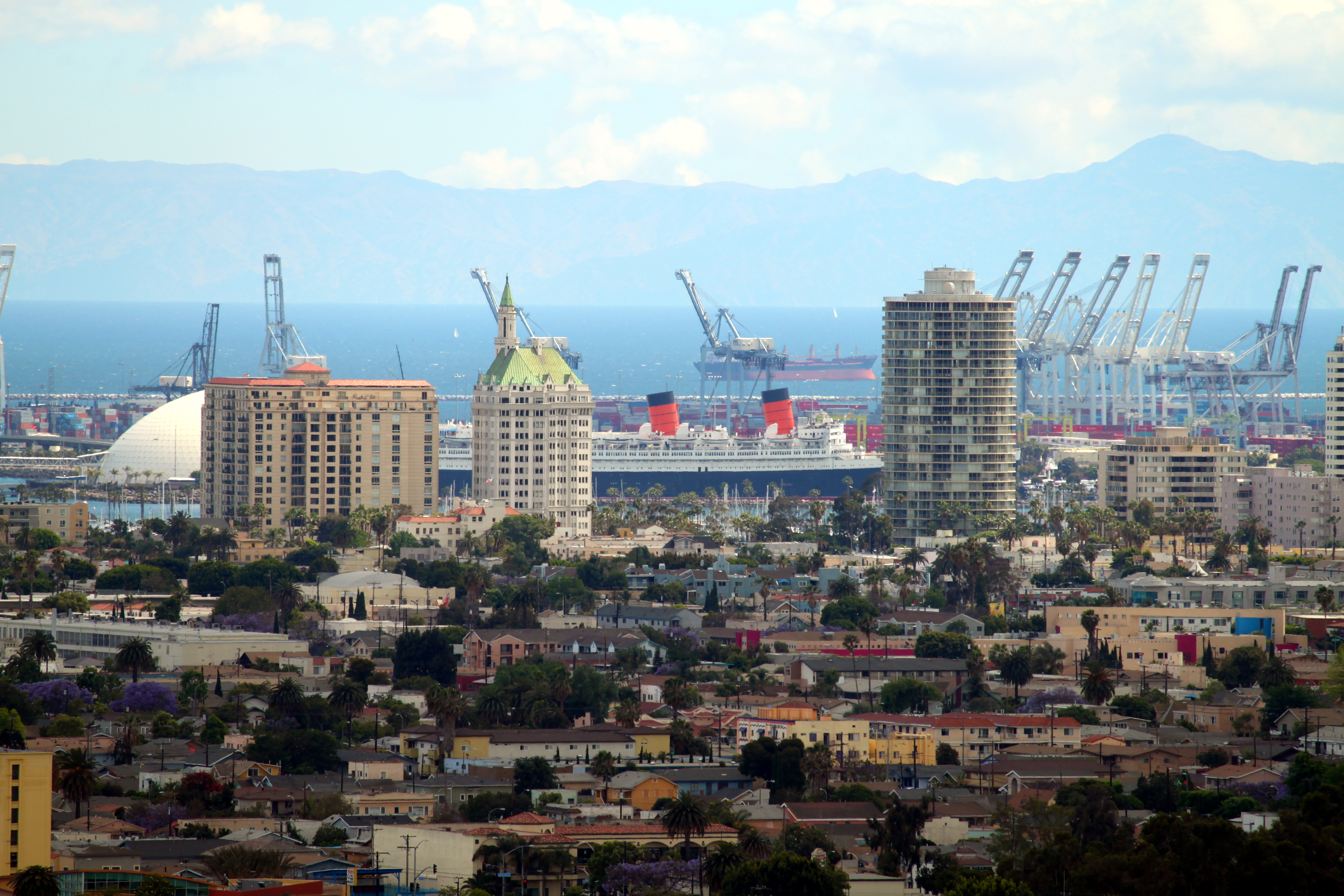
Порт Лонг-Бич

Лос-Анджелес, также Лос-А́нжелес (англ. Los Angeles County) — округ, расположенный в американском штате Калифорния.
Это самый населённый округ США. По состоянию на 2018 год, численность населения составляла более 10 миллионов жителей. Окружной центр — Лос-Анджелес. В его состав входят 88 городов, а его площадь составляет 10 570 км², это больше, чем вместе взятые Делавэр и Род-Айленд. Округ является домом для более четверти жителей Калифорнии и является одним из самых этнически разнообразных округов в Соединённых Штатах.

## История
Округ Лос-Анджелес — один из первых округов Калифорнии, созданный во время образования штата в 1850 году. В 1851 и 1852 годах округ Лос-Анджелес простирался от побережья до границы штата Невада. По мере увеличения населения части были разделены, в результате чего образовались округ Сан-Бернардино в 1853 году, округ Керн в 1866 году и округ Ориндж в 1889 году.

## География
Округ Лос-Анджелес расположен на побережье Тихого океана. По территории округа протекают реки Лос-Анджелес, Рио-Ондо, Сан-Габриель и Санта-Клара. На территории округа находятся горы Сан-Габриель и Санта-Моника, водохранилище Пирамид. Большая часть побережья лежит в заливе Санта-Моника, к округу относятся также острова Сан-Клементе, Санта-Каталина, Терминал и пустыня Мохаве.
Территория округа составляет 12 308 км², из них 1791 км² покрыто водой.
Округ граничит с округами Вентура, Керн, Сан-Бернардино и Ориндж.

## Климат
Климат очень тёплый летом, когда высокие температуры, как правило, составляют около 80 градусов °F, и мягкий зимой, когда высокие температуры, как правило, составляют 60 градусов. Самый тёплый месяц года — август, а самый холодный месяц года — декабрь. 
Перепады температур между ночью и днем, как правило, умеренные летом с разницей, которая может достигать 24 °F (−4 °C), и умеренные зимой со средней разницей 22 °F (−6 °C). Среднегодовое количество осадков в этих местах составляет около 15 дюймов (ок. 400 мм). Самый влажный месяц года — февраль. 
Историческая активность торнадо в этом районе заметно выше среднего показателя по штату Калифорния.

## Правопорядок
Главным учреждением, отвечающим за правопорядок в округе, является Департамент шерифа округа Лос-Анджелес (Шериф — Алекс Виллануева).

## Население
Большинство населения округа Лос-Анджелес проживает на юге и юго-западе округа. Большая часть населения сконцентрирована в бассейне реки Лос-Анджелес и долин Сан-Фернандо и Сан-Габриель.
Население округа Лос-Анджелес по переписи населения США 2010 года составляло 9818605 человек. Это включает естественный прирост с момента последней переписи населения на 583 364 человека. Иммиграция привела к чистому увеличению на 293 433 человека, а миграция из США привела к чистому уменьшению на 655 328 человек.

## Города
Округ насчитывает 88 городов. Самыми населёнными из них считаются:
| - 1. Лос-Анджелес 4 065 585 - 2. Лонг-Бич 492 682 - 3. Глендейл 207 303 - 4. Санта-Кларита 177 150 - 5. Помона 163 408 | - 6. Палмдейл 151 346 - 7. Пасадина 150 185 - 8. Торранс 149 111 - 9. Ланкастер 145 074 - 10. Эль-Монте 126 308 | - 11. Инглвуд 112 868 - 12. Дауни 113 469 - 13. Уэст-Ковина 112 648 - 14. Норуолк 109 567 - 15. Бербанк 108 082 |

## Транспорт
Крупные аэропорты: Международный аэропорт Лос-Анджелеса, Муниципальный аэропорт Лонг-Бич, Аэропорт имени Боба Хоупа в Бербанке.
Два порта: порт Лос-Анджелеса и порт Лонг-Бич.

## Экономика и промышленность
Основная отрасль экономики — международная торговля, осуществляемая в основном через порты Лос-Анджелеса и Лонг-Бич, развиты индустрия кино и телевидения, звукозапись, авиакосмическая промышленность.
Округ Лос-Анджелес традиционно ассоциируется с индустрией развлечений. Здесь находится большинство крупных киностудий: Paramount Pictures, Twentieth Century Fox, Sony Pictures Entertainment, Warner Bros., Walt Disney Company, Universal Pictures в городах Лос-Анджелес, Калвер-Сити, Бербанк и Глендейл.

## Достопримечательности
Туристы посещают Голливуд, ежегодный Парад Роз в Пасадине, ежегодную окружную ярмарку в Помоне, музей искусств Лос-Анджелеса, Лос-Анджельский зоопарк, Музей естественной истории округа Лос-Анджелес, Ботанический сад, U.S. Bank Tower, Концертный зал Уолта Диснея, два ипподрома и две скоростные трассы для проведения авторалли в Помоне и Ирвиндейле, а также тянущиеся на многие километры пляжи. Самым большим парком Лос-Анджелеса является Гриффити-Парк.
В горах, каньонах и пустынных районах округа было снято много старых вестернов. В горах Сан-Габриель открыта для посещения обсерватория Маунт-Вилсон.

## Города-побратимы
- Новый Тайбэй, Тайвань[14]